# Sóhajok hídja
A Sóhajok hídja két épületet összekötő, esetenként folyón vagy egyszerűen a talajon átívelő híd gyakran tréfás, köznyelvi elnevezése.

## A név eredete
Az eredeti (és leghíresebb)  Sóhajok hídja Velencében van. Az egyik épület a Dózse-palota, amelyben valaha bíróság is működött. A hagyomány szerint a hídon átkísért elítéltekre utal a név.

## Más városokban álló hasonló nevű hidak
A Sóhajok hídja alapján világszerte több  hídnak is ezt a nevet adták, ilyen például: 
- a Waterloo Bridge (London), Egyesült Királyság
- a Sóhajok hídja (Oxford), Egyesült Királyság
- a Sóhajok hídja (Cambridge), Egyesült Királyság
- a Római híd (Frankfurt am Main), Németország
- az Allegheny County Courthouse bíróság épületrészeinek összekötő hídjai, Pittsburgh, Pennsylvania, USA, Építette H. H. Richardson, (1884)

### Magyarországon
- az esztergomi papnevelde hídjának régi, köznapi neve
- a szegedi Sóhajok hídja is a velencei híd mintájára épült 1883-ban abból az alkalomból, hogy Ferenc József osztrák császár és magyar király Szegedre látogatott megtekinteni az árvíz után újjáépített várost, és megnyitni az új színházat. Az uralkodó a Bérpalotában szállt meg, s így közvetlenül eljuthatott a városházára.
- a kalocsai volt jezsuita rendházat (Belvárosi Általános Iskola) és a hozzátartozó kollégium (Fiúnevelő) 1. emeletét összekötő híd. (ma Batthyány József utca)
- a budapesti Műegyetem Központi Könyvtárát és Központi Épületét összekötő híd
- a budapesti Közgazdasági Politechnikum Alternatív Gimnázium két épületét összekötő híd
- Debrecen